# День клинического питания
День Клинического Питания (Nutririon Day, ДКП) — международное мероприятие, посвященное проблемам метаболизма и нутритивной недостаточности. Организовывается Европейской Ассоциацией Клинического Питания и Метаболизма (ESPEN).
Первый День Клинического питания состоялся 19 января 2006: было оценено состояние питания у более, чем у 15.000 госпитализированных пациентов в 859 больницах палаты в 26 европейских странах. Была выявлена проблема нутриционной недостаточности у 15-40 % пациентов.

## Цели и задачи
Миссия Дня Клинического Питания — привлечь внимание медицинского сообщества к проблеме нутритивной недостаточности в стационарах.
Цели:
- Улучшение безопасности пациентов;
- Улучшение качества медицинской помощи;
- Уменьшение повторных госпитализаций пациентов в результате недоедания;
- Уменьшение расходов, связанных с лечением последствий недоедания;
- Повышение приоритета лечебного питания среди медицинских врачей и терапевтов.

Задачи:
- Обеспечение больниц и медицинских континуумов необходимыми данными о клиническом питании с целью оптимизации подхода к клиническому питанию и диетическому уходу;
- Обеспечение больниц данными о клиническом питании с целью их сравнения с другими участвующими объектами;
- Предоставление возможностей для оценки прогресса участвующих объектов по ежегодному уменьшению случаев клинического недоедания;
- Обеспечение образовательными программами врачей и терапевтов, занимающихся вопросами уменьшения случаев клинического недоедания.

## Страны-участники
1. Германия — DGEM (Немецкое Общество Клинического питания);
2. Австрия — AKE (Австрийское Общество клинического питания);
3. Бельгия — SBNC (Бельгийское Общество Клинического питания);
4. Бразилия — SBNPE;
5. Болгария — BULSPEN (Болгарское Общество парентерального и энтерального питания);
6. Канада — DC;
7. Чили — ACHINUMET;
8. Колумбия;
9. Хорватия — CSPEN (Хорватское Общество парентерального и энтерального питания);
10. Дания — DSKE (Датское Общество парентерального и энтерального питания);
11. Финляндия — Association of Clinical and Public Health Nutritionists in Finland;
12. Греция;
13. Израиль — ISCN;
14. Япония — JSPEN;
15. Латвия;
16. Норвегия — Norwegian Society of Clinical Nutrition and Metabolism;
17. Словения — SZKP (Словенское Общество парентерального и энтерального питания);
18. Россия;
19. США — ASPEN;
20. Испания — SENPE (Испанское общество парентерального и энтерального питания);
21. Франция — SFNEP (Франкоязычное Общество парентерального и энтерального питания);
22. Венгрия — HSPEN (Венгерское Общество парентерального и энтерального питания);
23. Исландия — ISPEN (Исландское Общество парентерального и энтерального питания);
24. Италия — SINPE (Итальянское Общество парентерального и энтерального питания);
25. Литва — LSPEN (Литовское Общество парентерального и энтерального питания);
26. Македония — MSPEN (Македонское Общество парентерального и энтерального питания);
27. Нидерланды — NESPEN (Нидерландское Общество клинического питания и метаболизма);
28. Польша — POLSPEN (Польское Общество парентерального и энтерального питания);
29. Португалия — APNEP (Португальская Ассоциация парентерального и энтерального питания);
30. Великобритания — BAPEN (Британская Ассоциация парентерального и энтерального питания);
31. Чехия — CSPEN (Чешское Общество парентерального и энтерального питания);
32. Румыния — ROSPEN (Румынское Общество парентерального и энтерального питания);
33. Сербия — NUPEN (Сербское Общество парентерального и энтерального питания);
34. Швеция — SWESPEN (Шведское Общество парентерального и энтерального питания);
35. Швейцария — SSNC (Швейцарское Общество клинического питания);
36. Турция — Kepa (Турецкая Ассоциация парентерального и энтерального питания);

## Nutrition Day в России
В России проведен впервые 15.11.2011 г. под эгидой ESPEN и Российской национальной ассоциации парентерального и энтерального питания.
Цель: привлечь внимание медицинского сообщества к проблеме нутритивной недостаточности в стационарах.